# Xmejía
Xmejía är en ort i Mexiko.   Den ligger i kommunen Hopelchén och delstaten Campeche, i den östra delen av landet, 1 000 km öster om huvudstaden Mexico City. Xmejía ligger 163 meter över havet och antalet invånare är 455.
Terrängen runt Xmejía är platt. Runt Xmejía är det mycket glesbefolkat, med 2 invånare per kvadratkilometer. Xmejía är det största samhället i trakten. I omgivningarna runt Xmejía växer i huvudsak städsegrön lövskog.